# Răchitova (okręg Hunedoara)
Răchitova – wieś w Rumunii, w okręgu Hunedoara, w gminie Răchitova. W 2011 roku liczyła 485 mieszkańców.